# Halowe Mistrzostwa Europy w Lekkoatletyce 2015 – skok o tyczce mężczyzn
Skok o tyczce mężczyzn – jedna z konkurencji rozgrywanych w ramach halowych lekkoatletycznych mistrzostw Europy 2015 w hali O2 Arena w Pradze. Mistrzostwo obronił Francuz Renaud Lavillenie ustanawiając przy tym rekord halowych mistrzostw Europy. Brązowy medal zdobył Piotr Lisek, natomiast zaraz za podium znalazł się szósty zawodnik ME 2013 Robert Sobera.

## Rekordy
| Rekord świata                        | Renaud Lavillenie | 6,16 | Donieck, Stany Zjednoczone | 3 marca 2013(dts)   |
| Rekord Europy                        | Renaud Lavillenie | 6,16 | Donieck, Stany Zjednoczone | 3 marca 2013(dts)   |
| Rekord halowych mistrzostw Europy    | Renaud Lavillenie | 6,03 | Paryż, Francja             | 5 marca 2011(dts)   |
| Najlepszy wynik na świecie w sezonie | Renaud Lavillenie | 6,02 | Berlin, Niemcy             | 14 lutego 2015(dts) |
| Najlepszy wynik w Europie w sezonie  | Renaud Lavillenie | 6,02 | Berlin, Niemcy             | 14 lutego 2015(dts) |

## Terminarz
| Data    | Godzina |            |
| ------- | ------- | ---------- |
| 6 marca | 10:15   | Eliminacje |
| 7 marca | 17:00   | Finał      |

## Rezultaty

### Eliminacje
- Minimum: 5,75 m lub osiem najlepszych rezultatów.

| Poz. | Zawodnik               | Narodowość | 5,20 | 5,40 | 5,50 | 5,60 | 5,70 | Rezultat | Uwagi |
| ---- | ---------------------- | ---------- | ---- | ---- | ---- | ---- | ---- | -------- | ----- |
| 1.   | Aleksandr Gripicz      | Rosja      | –    | o    | o    | o    | o    | 5,70     | q     |
| 1.   | Robert Sobera          | Polska     | –    | –    | o    | o    | o    | 5,70     | q     |
| 3.   | Konstandinos Filipidis | Grecja     | –    | –    | o    | xo   | o    | 5,70     | q     |
| 3.   | Tobias Scherbarth      | Niemcy     | –    | –    | xo   | o    | o    | 5,70     | q, =  |
| 5.   | Jan Kudlička           | Czechy     | –    | –    | xo   | xxo  | o    | 5,70     | q,    |
| 6.   | Piotr Lisek            | Polska     | –    | –    | o    | xo   | xo   | 5,70     | q     |
| 7.   | Renaud Lavillenie      | Francja    | –    | –    | –    | –    | xxo  | 5,70     | q     |
| 8.   | Anton Iwakin           | Rosja      | –    | –    | o    | o    | xx-  | 5,60     | q     |
| 8.   | Valentin Lavillenie    | Francja    | –    | –    | o    | o    | xxx  | 5,60     | q     |
| 10.  | Didac Salas            | Hiszpania  | –    | o    | xo   | o    | xxx  | 5,60     | PB    |
| 11.  | Mareks Ārents          | Łotwa      | –    | o    | o    | xxo  | xxx  | 5,60     | PB    |
| 12.  | Michal Balner          | Czechy     | –    | –    | o    | xxx  |      | 5,45     |       |
| 13.  | Carlo Paech            | Niemcy     | –    | xo   | o    | xxx  |      | 5,45     |       |
| 14.  | Per Magne Florvåg      | Norwegia   | o    | o    | xo   | xxx  |      | 5,45     | PB    |
| 15.  | Ołeksandr Korczmid     | Ukraina    | –    | o    | xxx  |      |      | 5,25     |       |
| 15.  | Robert Renner          | Słowenia   | o    | o    | xxx  |      |      | 5,25     |       |
| 17.  | Eirik Greibrokk Dolve  | Norwegia   | xo   | o    | xxx  |      |      | 5,25     |       |
| 18.  | Diogo Ferreira         | Portugalia | –    | xo   | xxx  |      |      | 5,25     |       |
| 19.  | Karlis Pujats          | Łotwa      | o    | xxx  |      |      |      | 5,05     |       |
| 20.  | Veiko Kriisk           | Estonia    | xo   | xxx  |      |      |      | 5,05     |       |
| 20.  | Ján Zmoray             | Słowacja   | xo   | xxx  |      |      |      | 5,05     |       |
| –    | Edi Maia               | Portugalia | xxx  |      |      |      |      | NM       |       |
| –    | Kévin Menaldo          | Francja    | –    | –    | xxx  |      |      | NM       |       |
| –    | Mikkel M. Nielsen      | Dania      | xxx  |      |      |      |      | NM       |       |

### Finał
| Poz. | Zawodnik               | Reprezentacja | 5,45 | 5,55 | 5,65 | 5,75 | 5,80 | 5,85 | 5,90 | 5,95 | 6,00 | 6,04 | 6,17 | Rezultat | Uwagi |  |
| ---- | ---------------------- | ------------- | ---- | ---- | ---- | ---- | ---- | ---- | ---- | ---- | ---- | ---- | ---- | -------- | ----- |  |
| 01 ! | Renaud Lavillenie      | Francja       | –    | –    | –    | o    | –    | –    | o    | –    | –    | xo   | xxx  | 6,04     | CR    |  |
| 02 ! | Aleksandr Gripicz      | Rosja         | xo   | o    | xo   | o    | x-   | o    | x-   | xx   |      |      |      | 5,85     | PB    |  |
| 03 ! | Piotr Lisek            | Polska        | o    | –    | xo   | o    | o    | xo   | xxx  |      |      |      |      | 5,85     |       |  |
| 4.   | Robert Sobera          | Polska        | xo   | –    | xo   | o    | o    | xx-  | x    |      |      |      |      | 5,80     |       |  |
| 5.   | Konstandinos Filipidis | Grecja        | xo   | o    | o    | o    | xxx  |      |      |      |      |      |      | 5,75     | SB    |  |
| 6.   | Valentin Lavillenie    | Francja       | o    | –    | xo   | xx-  | x    |      |      |      |      |      |      | 5,65     |       |  |
| 7.   | Anton Iwakin           | Rosja         | x-   | o    | xo   | x-   | xx   |      |      |      |      |      |      | 5,65     |       |  |
| 7.   | Jan Kudlička           | Czechy        | xo   | x    | xo   | x-   | xx   |      |      |      |      |      |      | 5,65     |       |  |
| 9.   | Tobias Scherbarth      | Niemcy        | o    | –    | xxx  |      |      |      |      |      |      |      |      | 5,45     |       |  |